# Cristoforo Piancone
Cristoforo Piancone (Grenoble, 1950) è un ex brigatista e criminale italiano che ha fatto parte delle Brigate Rosse con i nomi di battaglia di Gerard e Sergio.

## Biografia
Cristoforo Piancone nasce a Grenoble, dove il padre Alberto e la madre Maria Musti, entrambi pugliesi, si sono trasferiti per lavoro. Successivamente la famiglia, con un altro figlio, si trasferisce a Torino. Cristoforo frequenta le scuole fino a diplomarsi perito industriale. Dopo il servizio militare come paracadutista viene assunto alla FIAT Mirafiori. Nel 1975 si iscrive al PCI. Diventa uno dei 150 delegati sindacali della FLM. Il PCI gli ritira la tessera per “Aver espresso orientamenti politici radicalmente contrari alla linea del partito” poiché è stato sorpreso a diffondere Mirafiori rossa, un cosiddetto “Giornale di fabbrica” che diffonde le idee della sinistra estremista ed extraparlamentare. Nel 1976 viene licenziato dalla Fiat e lavora come bidello alle scuole elementari Cairoli di Torino. Frequenta il gruppo extra parlamentare Potere Operaio, poi dal 1977 si dà alla clandestinità. La sua prima azione di fuoco è nel 1975, con il ferimento di Paolo Fossat, vicecapo officina alla Fiat di Rivalta. Seguono gli omicidi di Carlo Casalegno (16 novembre 1977), del maresciallo Rosario Berardi (10 marzo 1978) e dell'agente di custodia Lorenzo Cutugno (11 aprile 1978). Durante questo attacco rimane gravemente ferito ed è il primo brigatista ad essere arrestato. Le BR lo mettono fra i dodici brigatisti di cui viene chiesta la liberazione dopo il rapimento di Aldo Moro. Viene condannato a tre ergastoli per sei omicidi.
Non si è mai pentito né dissociato, ma dagli anni Novanta ottiene il permesso di lavorare durante il giorno a Torino e successivamente mostra “relazioni comportamentali” favorevoli, abbandono della lotta armata e “partecipazione proficua al trattamento carcerario”. Comincia a usufruire dei permessi e trova un lavoro esterno presso una cooperativa che si occupa di disabili. Nel 1998 viene sorpreso a rubare in un supermercato di Alessandria e torna alla detenzione totale. Continua ad accumulare note di merito e mostra di “saper perseguire con lucidità obiettivi di vita futura nell’ambito della società libera”, così tornano i permessi, il lavoro fuori dal carcere e la semilibertà nel febbraio 2004. Nel 2007 lui e un complice rapinano la sede del Monte dei Paschi in via Banchi di Sopra a Siena, prendendo 177.000 euro. Piancone viene bloccato dalla Polizia e cerca di sparare per tre volte ma tutte e tre le volte innesca la sicura. Successivamente dichiara di aver solo voluto fare il gesto di sparare, essendo consapevole di avere l'arma in sicurezza. Il suo regime di semilibertà, concesso a un ex terrorista che non si è mai né pentito né dissociato, ha suscitato delle polemiche.